# 新潟県神林村男子中学生自殺事件
新潟県神林村男子中学生自殺事件（にいがたけんかみはやしむらだんしちゅうがくせいじさつじけん）は、新潟県岩船郡神林村（現・村上市）の村立平林中学校において、ズボンを脱がされた男子生徒がその後自殺した事件。
しかし、当時の文部科学省のいじめの定義である「自分より弱い者に対し、一方的に身体的あるいは心理的攻撃を継続的に加え、相手が深刻な苦痛を感じているもの」という定義においてはいじめだと認定するのが困難な事件であり、様々な問題点が浮上した事件であった。

## 経過

### 自殺まで
同校では、ふざけてズボンを下げる遊びが流行っていた。2006年11月14日には、同級生にズボンと下着を女子生徒がいる目の前で脱がされるといういじめの被害を受けていた少年がいた。男子生徒はズボンを下ろされた際、泣きながら同級生に「消えろ」と呟いていた。
担任教諭が沈んでいる理由を尋ねても、「魚が釣れないから」などとはぐらかし、「大丈夫」と答えた。同級生は放課後、「僕がやりました」と名乗り出て謝った。一緒に下校した友人3人には別れ際「死にたい」と漏らす。午後9時半ごろ、夕食後行方不明となっていた同校に通う中学2年生の男子生徒が自殺しているのが発見された。遺書はなかった。

### 自殺後
学校側は15日午前に男子生徒の自宅を訪れたが、ズボンを下ろされたことについては遺族に説明を行わなかった。校長は15日未明に記者会見し、そういった事情があった事を明かす。ただ、同時に「ズボンを下ろされたことを断定的にいじめと結論付けるのは控えたい」とも話す。同校教頭は会見の中で「自殺した生徒は何度もいじめの被害を受けていた」ことは明らかにした。
上越市頸城区では11月16日、市立中学校教頭を中心に「緊急いじめ防止危機管理研修会」（県教委、同市教委主催）が開かれた。そこでは教頭に感想や対応策を質問したが、会場は無言のままであった。現実の問題を前にしては、いじめ防止プログラムでは対処が困難である現状を表した。16日には泉田裕彦知事も定例記者会見で、いじめについて「何をやってるんだ」という感想を述べた。村長加藤全一もこの事件の責任をとり、2ヵ月分の給与約20%を返納した。

## 調査委員会
12月28日に自殺の原因などを調べる有識者の調査委員会は初会合を開いた。会長は閉会後、「現段階では、いじめによる自殺という判断はできないと感じた」と語る。報道陣に「生徒への集中的な嫌がらせなどがあったという資料は出ていない」と話す。
そして、2007年3月22日に調査委員会は「いじめ自殺には当たらない」とする報告書を公表した。調査委員会は、同校では生徒間のズボン下ろしが流行していた点などからいじめを否定した。
ズボンを脱がした点については、日常的なからかいだったとし、それを深刻に受け止めた事が原因で「衝動的」に自殺に至ったとした。

## 補足
2006年11月19日には神林村立小学校に通っていた当時小学6年の男児児童とその両親が学校側からの不十分な事故調査で児童が担任の女性教師や同級生からいじめられ転校を余儀なくされたとして同村に330万円の賠償を求める裁判を新潟地裁新発田支部に起こした。